# PINK!
PINK! war ein Society- und Lifestylemagazin und der Nachfolger von tonight tv. Die Sendung wurde von Puls 4 produziert und von Montag bis Freitag um 19:20 Uhr auf diesem Sender auch ausgestrahlt. Am Wochenende lief das Format als „PINK! Österreichs Starmagazin von PULS 4“ auf ProSieben Austria und in Sat.1 Österreich im Anschluss an die Puls 4 News mit einem Wochenrückblick aus der Society sowie aktuellen Trends zum Thema Lifestyle. Es ist eines der Formate, das mit 21. Jänner 2013 durch Guten Abend Österreich ersetzt wurde.

## Rubriken
Die Sendung wurde meist in Rubriken eingeteilt. Nachfolgend eine Liste der Kategorien, die häufig ausgestrahlt wurden.

### Jeannines schiller'nde Woche und Fritz
Jeannines schiller'nde Woche und Fritz war eine immer donnerstags ausgestrahlte Rubrik von PINK! Hier nahmen Jeannine Schiller und ihr Ehemann Fritz Schiller auf eine unterhaltsame Art und Weise Stellung zum aktuellen Weltgeschehen. Die Rubrik war aufgebaut wie ein Interview, in dem ein Kommentator die Frage zu einem gewissen Thema stellt.

### Die Promicamper
Meistens im Spätsommer wurde diese Rubrik ausgestrahlt. Vier Prominente teilten sich einen Wohnwagen mit zwölf Quadratmetern. Die Teilnehmer mussten vor der Reise auch noch Geldbörsen, Handys und sogar ihre Deos abgeben. Die Moderatorin der Sendung stellte den Campern via Brief immer wieder neue Aufgaben. Als Belohnung winkte Geld oder Essen. Diese Aufgaben reichten von Aushilfsjobs auf den Campingplätzen, wie Reinigen der Sanitäranlagen oder Mithilfe bei der Kinderanimation, bis hin zu „Schnorren“ bei anderen Campern. Wer welche Aufgabe erfüllte, entschied der sogenannte Campingkönig, welcher ebenfalls vom Moderator ausgesucht wurde. 
Die Teilnehmer der Staffel von 2011 waren:
- Davorka Tovilo
- Mario-Max Prinz zu Schaumburg-Lippe
- Yvonne Rueff
- Sepp Resnik

### Das Bambi
Diese Rubrik bestand aus mehreren Unterkategorien. Beispielsweise „Bambi sucht Bussibär“, „Bambi sucht Busenfreundin“ und „Princess of Love“. Auch wurde „Das Bambi“ vom PINK! Team während der Schwangerschaft mit ihrem zweiten Kind begleitet. Bambi ist der Kosenamen für Nina Bruckner, der Ex-Freundin von Baumeister Richard Lugner.

### Richard „Mörtel“ Lugner
Eine weitere Rubrik war dem bereits oben genannten Bauunternehmer Richard Lugner gewidmet. Bekannt wurde Lugner unter anderem durch seine Partnerinnen, die meist um Jahrzehnte jünger sind als er selbst; dazu zählte auch Nina „Bambi“ Bruckner. Christina „Mausi“ Lugner und sein „Katzi“ (Anastasia Sokol), die aufgrund ihrer Magersucht ebenfalls oft im Fokus der Sendung stand, waren ebenfalls Teil der Rubrik.